# 차지노
차지노(영어: chargino)는 표준 모형의 대전된 보존의 초짝입자다. 이들은 총 4종 (위노, 히그시노 2종)이 있으며, 양자수가 같으므로 질량 고유기저로는 서로 섞인다. 질량 고유기저에 따른 기호 χ̃±1, χ̃±2. χ̃±1이 더 가볍다.
대부분의 모형에서는 가장 가벼운 초대칭 입자 (LSP)는 (전기적으로 중성인 암흑 물질을 구성하기 위하여) 뉴트랄리노다. 이 경우에는 C̃ 1은 W보손을 방출하며 뉴트랄리노로 붕괴한다.

## 같이 보기
- 최소 초대칭 표준 모형
- 뉴트랄리노